# Preussische Staatseisenbahnen

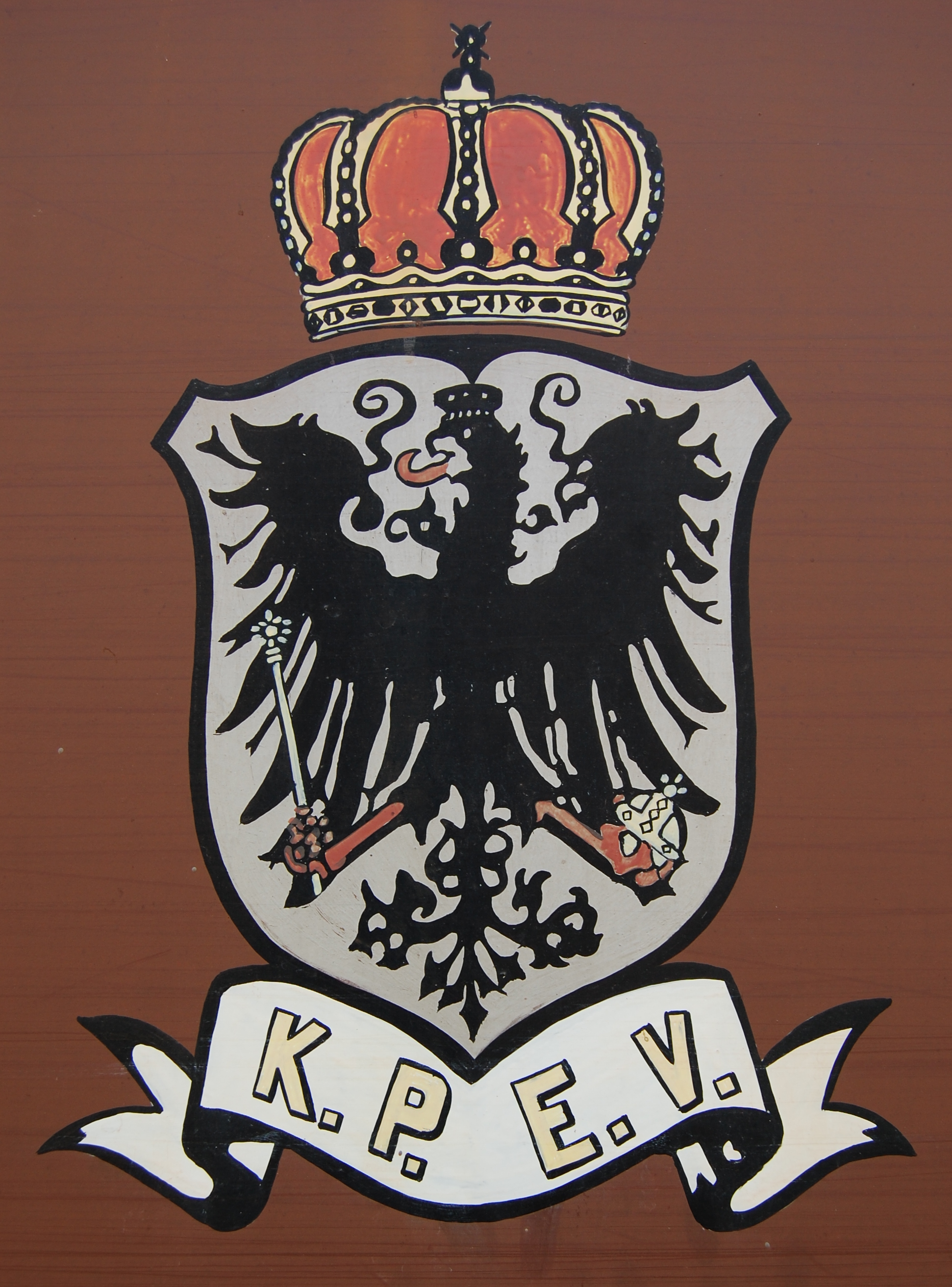
Emblem på en godsvagn

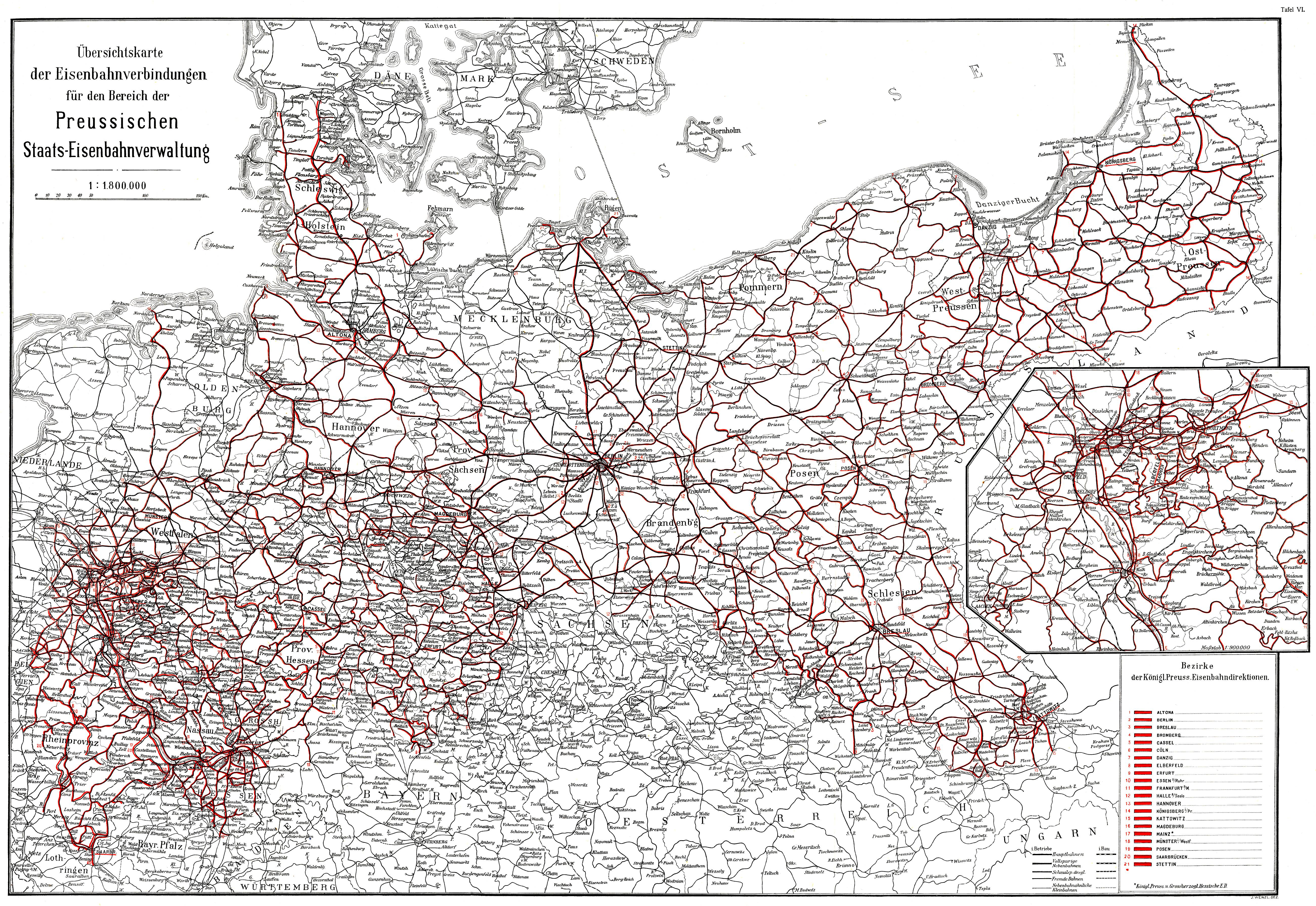
Bannätet 1912

Preussische Staatseisenbahnen var den statliga järnvägsförvaltningen i Preussen. Den förste preussiska järnvägen, Berlin-Potsdamer Eisenbahn öppnades 1838 och var privat. Den preussiska staten finansierade först omkring 1848 sina första järnvägar i och med byggandet av Preussiska östbanan och Königlich-Westfälische Eisenbahn. Senare följde 1875 Preussische Nordbahn och Königlich Preussische Militäreisenbahn. Från 1849 köpte staten också upp privata järnvägar. Efter tyska enhetskriget 1866 utökades nätet med statsjärnvägarna i de erövrade områdena. Därmed hade de preussiska statsbanorna fram till slutet av första världskriget ett sträcknät omfattande nästan 37 500 kilometer.
De preussiska statsjärnvägarna slogs 1920 samman med järnvägarna i de andra tyska förbundsstaterna i och med bildandet av Deutsche Reichsbahn.

## Bildgalleri

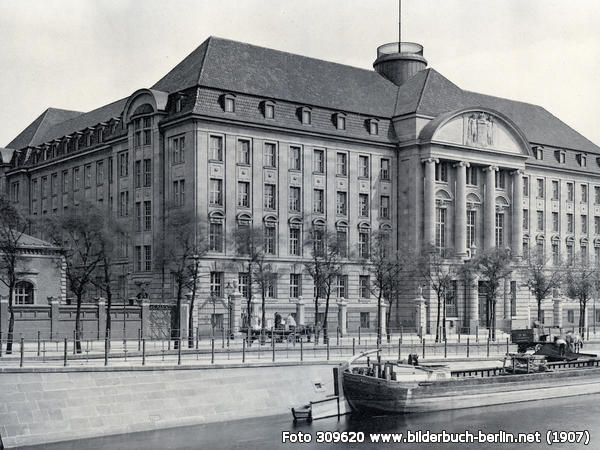
Huvudkontoret i Berlin, 1907
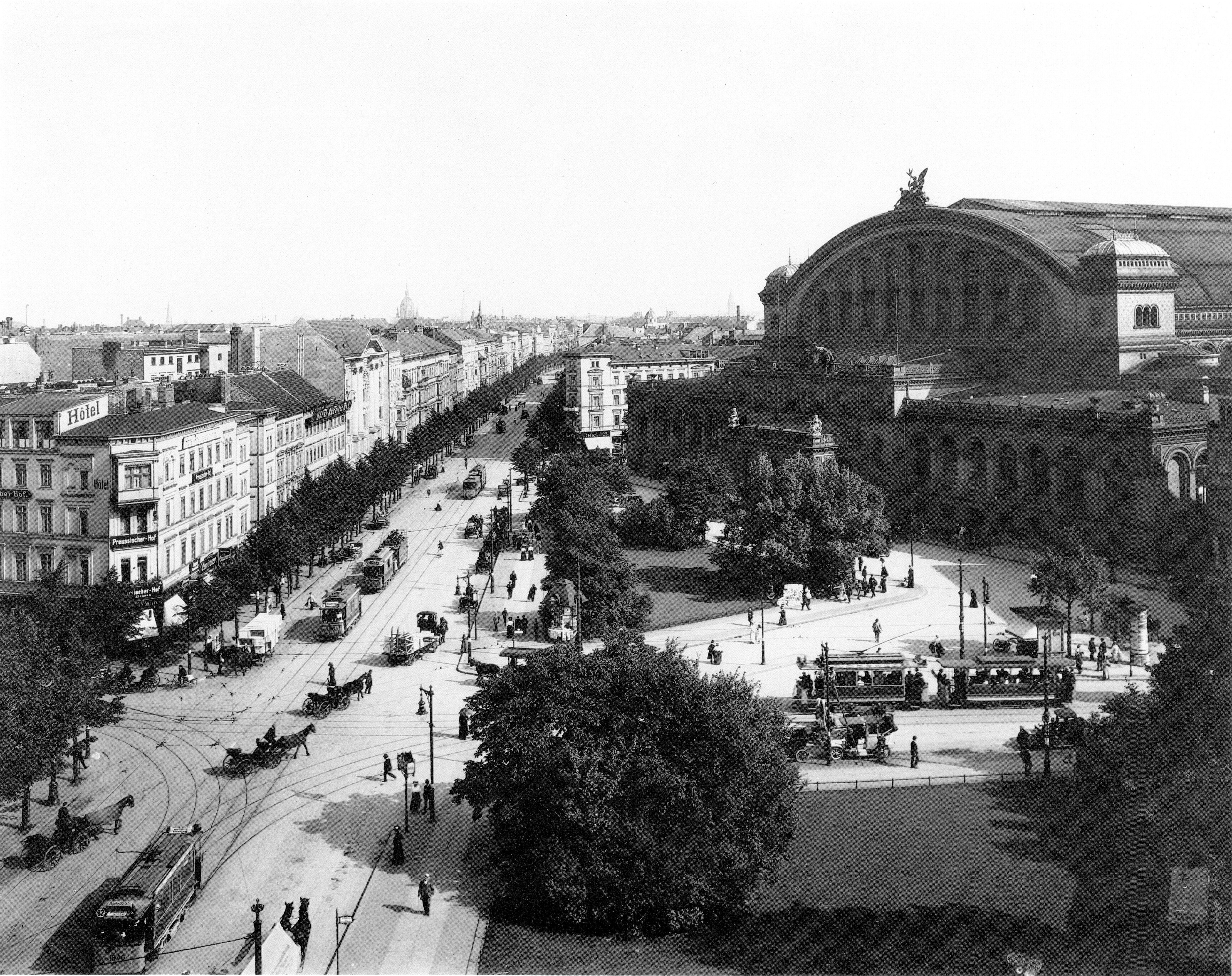
Anhalter Bahnhof i Berlin, 1910
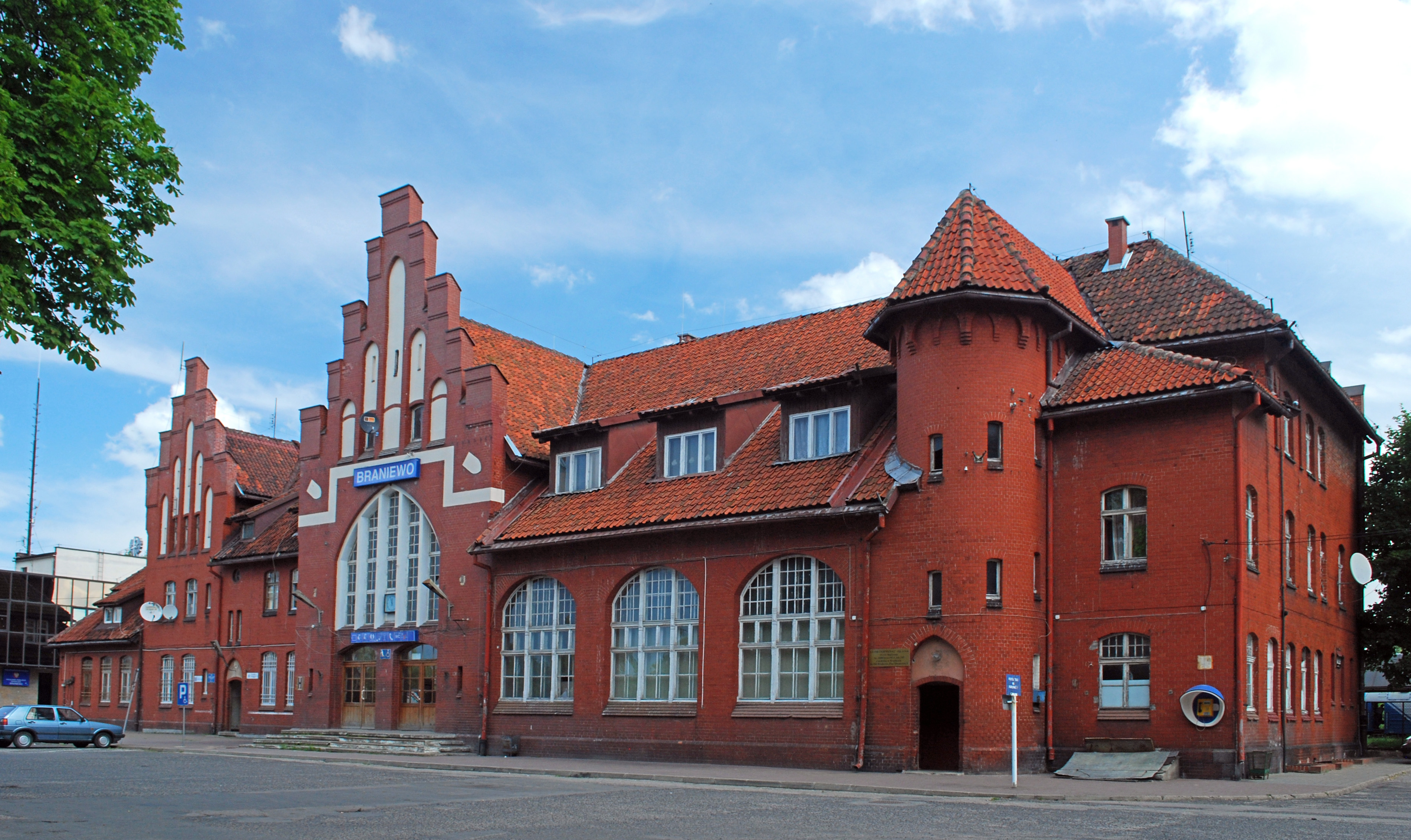
Stationen i tidigare Braunsberg i Ostpreussen, numera Braniewo i Polen
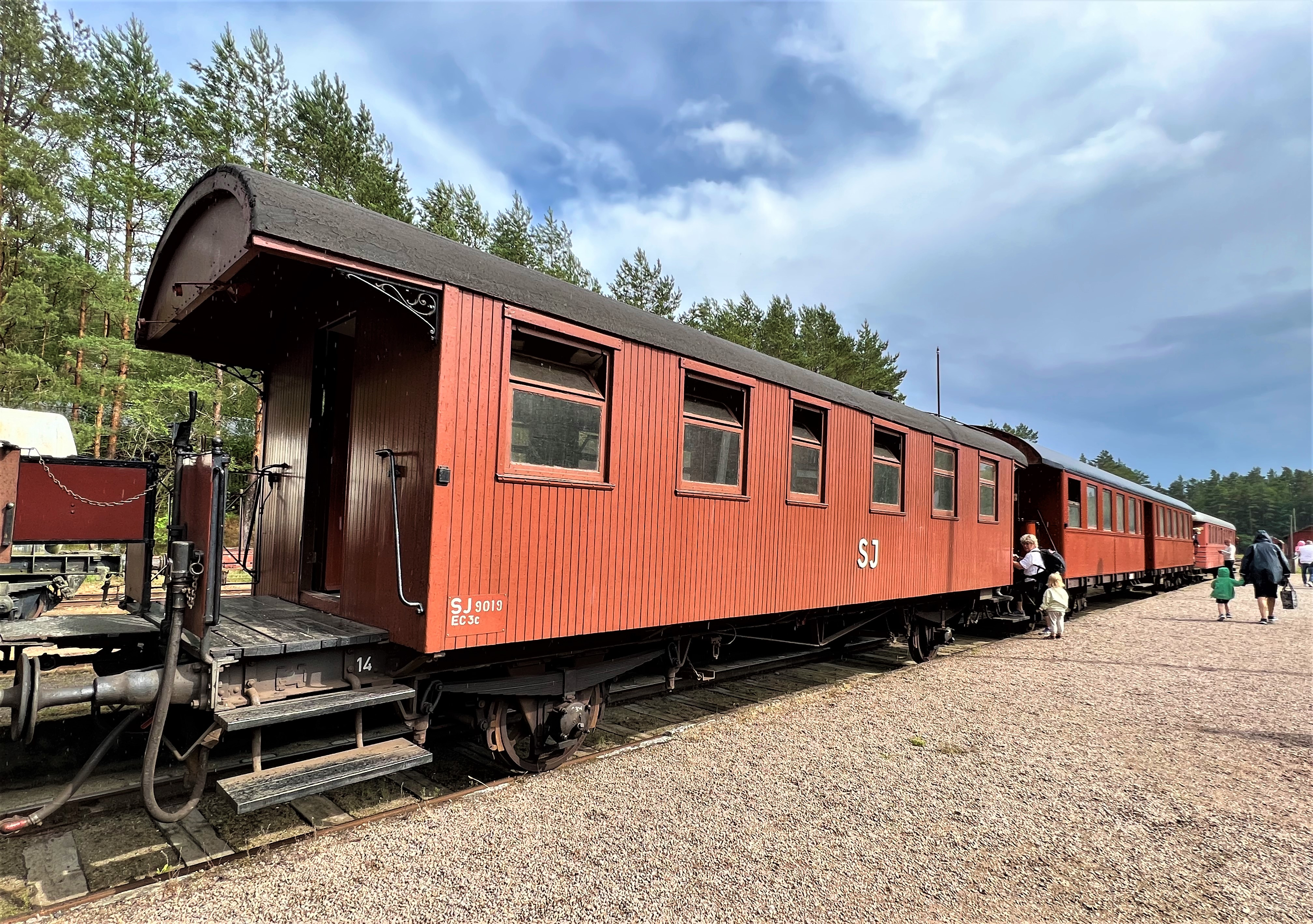
Personvagn SJ EC3c 9019 byggd av Van der Zypen & Charlier för militära sjuktransporter. Ägs sedan 1979 av Skånska Järnvägar
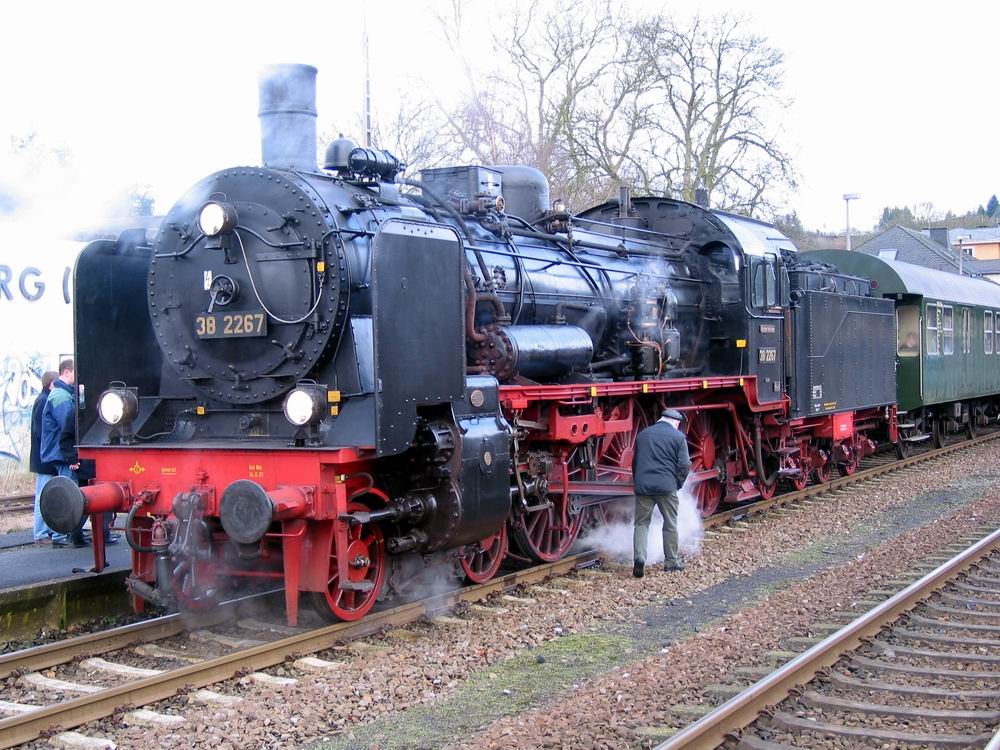
Ånglok littera P8
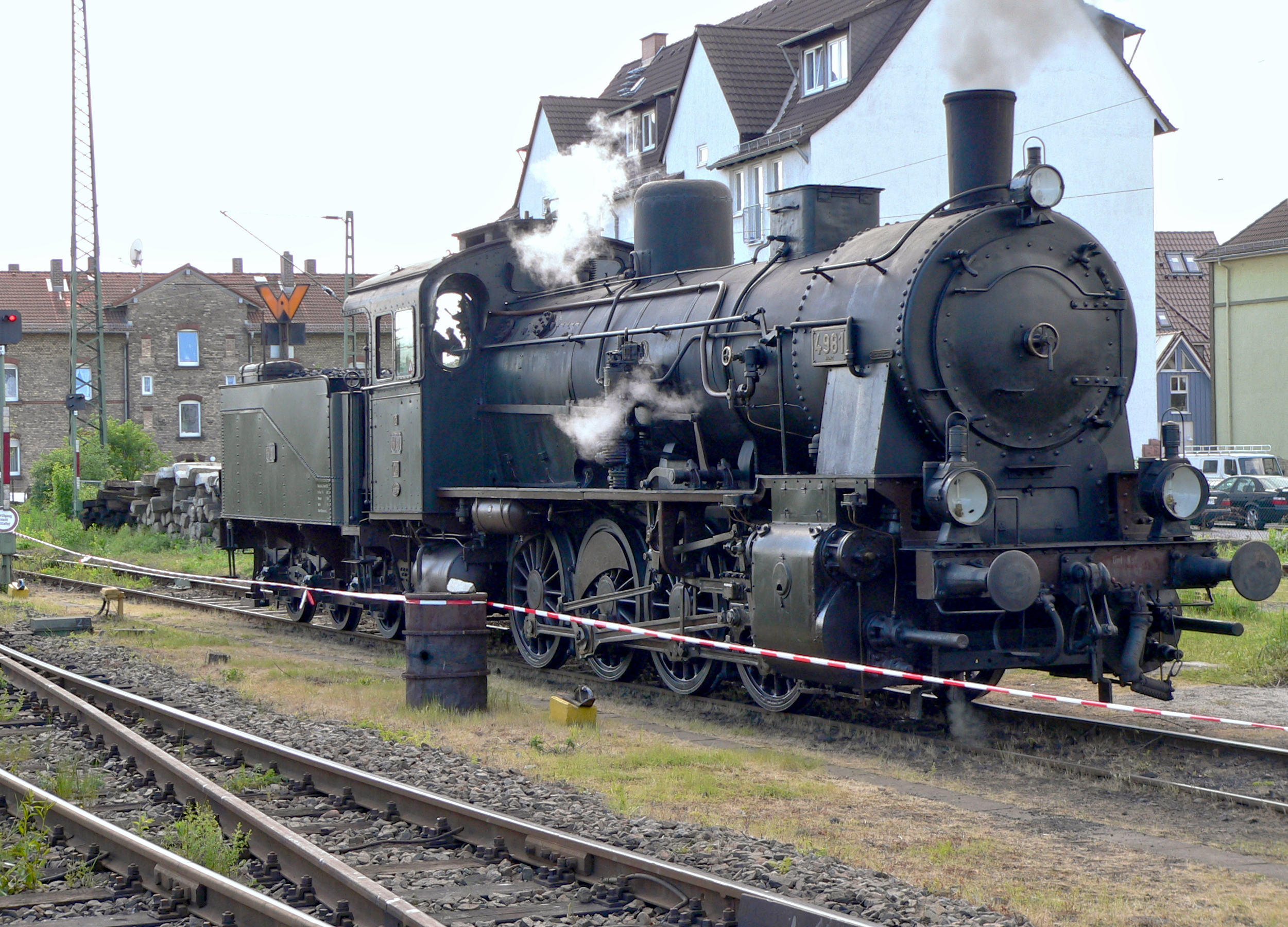
Ånglok littera G8
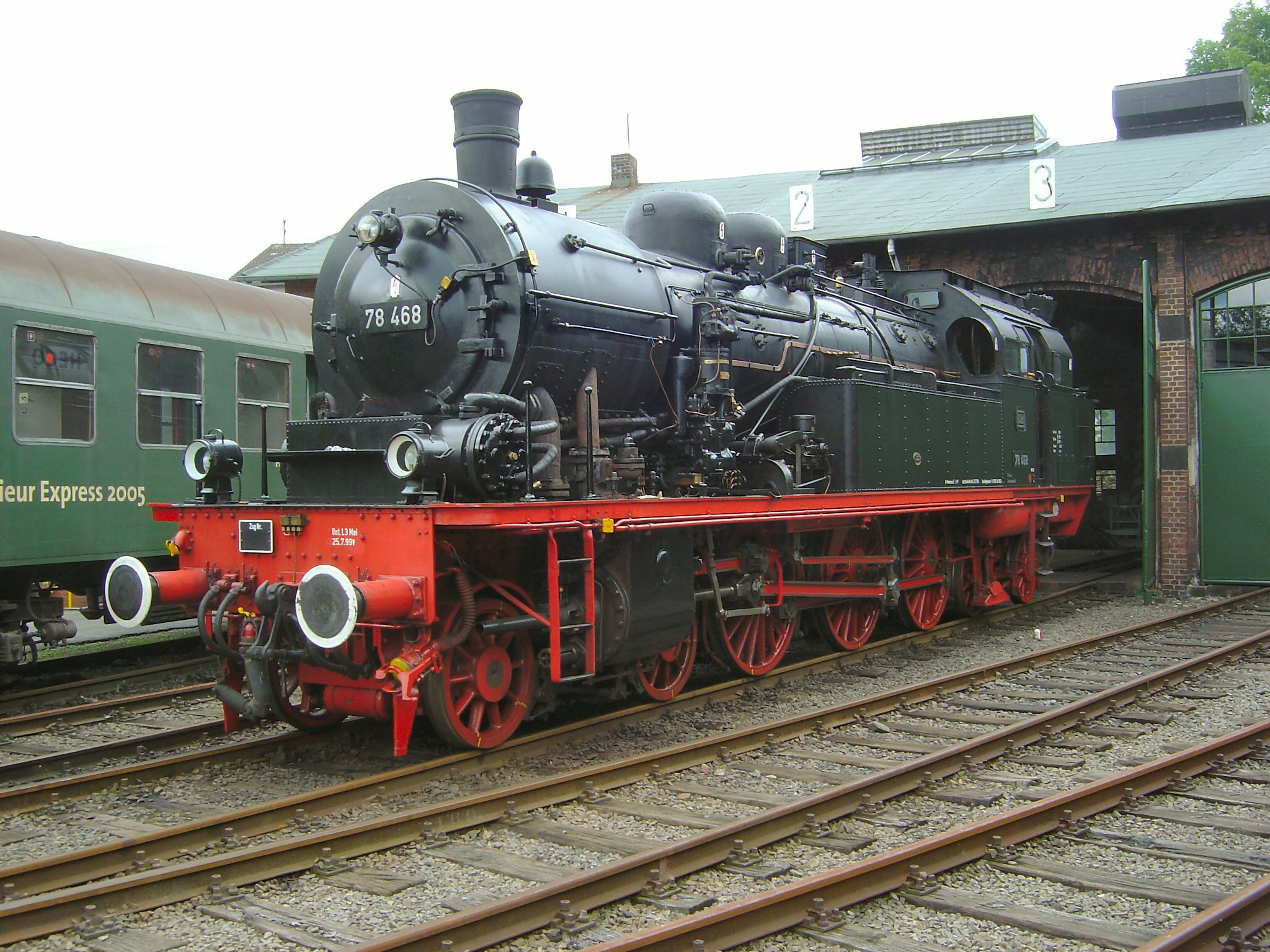
Ånglok littera T18